# Stemma dell'Ungheria
Lo stemma dell'Ungheria viene chiamato tradizionalmente “piccolo blasone d'Ungheria” e, dopo essere stato rimosso nel 1949, fu recuperato dal parlamento ungherese nel luglio del 1990.
Lo scudo è diviso in due parti, nel destro, su sfondo rosso, sono rappresentate tre colline, con una corona d'oro sovrastata da una croce patriarcale d'argento. La croce patriarcale è un simbolo che appare per la prima volta sulle monete coniate alla fine del XII secolo.
Il lato sinistro è suddiviso in otto strisce orizzontali di rosso ed argento, alternate. Lo scudo è sovrastato dalla corona di re Santo Stefano, la corona ungara.

## Storia
La prima versione moderna dello stemma risale intorno all'anno 1000, quando la famiglia reale ungherese corrente in quegli anni, gli Arpadi, sotto Stefano I d'Ungheria creò il suo vessillo presente ancora oggi nello stemma nazionale. Lo stemma della famiglia magiara era caratterizzato da uno scudo triangolare fasciato di rosso e d'argento di otto pezzi. Il vessillo dinastico sarà attribuito anche come vessillo nazionale per tutta la durata del regno, fino ad essere arricchito con altri elementi araldiche o figure dinastiche. Ad esempio, durante il dominio degli Angioini, lo stemma dinastico iniziò a mutare con aggiunte di sfondi azzurri seminati di gigli d'oro (simbolo comune a tutti i domini angioini), oppure durante il regno degli Asburgo gli stemmi furono inglobati nell'aquila austriaca ed iniziarono a comparire sempre stemmi di natura austriaca.
Durante il periodo austriaco l'Ungheria assunse un formato araldico molto simile a quello odierno, ossia uno scudo partito contornato di decorazioni dorate e nel 1° fasciato di rosso e d’argento di otto pezzi; nel 2° di rosso alla croce patriarcale e patente d’argento movente da una corona d'alloro, sostenuta da un monte alla tedesca di tre cime di verde. Durante il periodo austro-ungarico, invece, lo stemma ungherese corrispondente a quello odierno venne circondato da stemmi e simboli dei territori inglobati all'interno delle Terre della Corona di Santo Stefano, come quello della Transilvania oppure quello della Croazia e tutto il resto dei simboli delle Terre della Corona di Santo Stefano.
Dopo il trattato del Trianon e la fondazione della Repubblica Democratica di Ungheria fu utilizzato lo stemma odierno ma privato della Corona di Santo Stefano. Lo stemma fu abolito con la Repubblica Sovietica Ungherese, che istituì come stemma una semplice stella rossa, ma questa versione fu a sua volta abolita con l'avvento del Partito delle Croci Frecciate che ne fece una versione nazionalista.
Con il ritorno dei sovietici in Ungheria e la fondazione della Repubblica popolare ungherese, lo stemma fu ricreato prima in una versione che ricordava, secondo alcuni studiosi, il simbolo del Partito Socialista Ungherese dell'epoca e poi con uno stemma in stile pienamente sovietico. Ad oggi lo stemma è chiamato “piccolo blasone d'Ungheria”, fu ricreato dall'Assemblea nazionale ed utilizzato a sua volta come suo stemma.

## Stemmi storici
| - Antico stemma ungherese (ca. 855–1301). - Stemma del 1849. - Stemma del Regno d'Ungheria (fino al 1918). - Stemma precedente al 1949. - Stemma usato dal 1944 al 1945 durante il governo delle Croci Frecciate. - Stemma dal 1949 al 1956. - Stemma dal 1957 al 1990. |